# 耶律吴十
耶律吴十（？—1139年），契丹族，耶律氏，金朝初年将领，东京辽阳府人。
辽朝灭亡之前，他在天祚帝天庆六年（1116年）五月，投靠女真军，跟随金将完颜蒲家奴分兵招谕辽兵，擒获辽留守迪越家人辎重，迫降群牧官木卢瓦，得马甚多。金太祖天辅六年（1122年），跟随金太祖完颜阿骨打追辽天祚帝，至小鱼泺，乘夜潜入辽营，擒获新罗奴，探知天祚帝所在。天辅七年，被人暗中告发与辽降将耶律余覩谋反，未究。金太宗天会三年（1125年），随主将完颜宗望追天祚帝，探得天祚帝想要渡黄河奔党项，于是致书党项以阻。二月，天祚帝被俘，辽朝灭亡。金熙宗天眷二年（1139年）六月，策谋反金，事发被诛。